# Buddy breathing

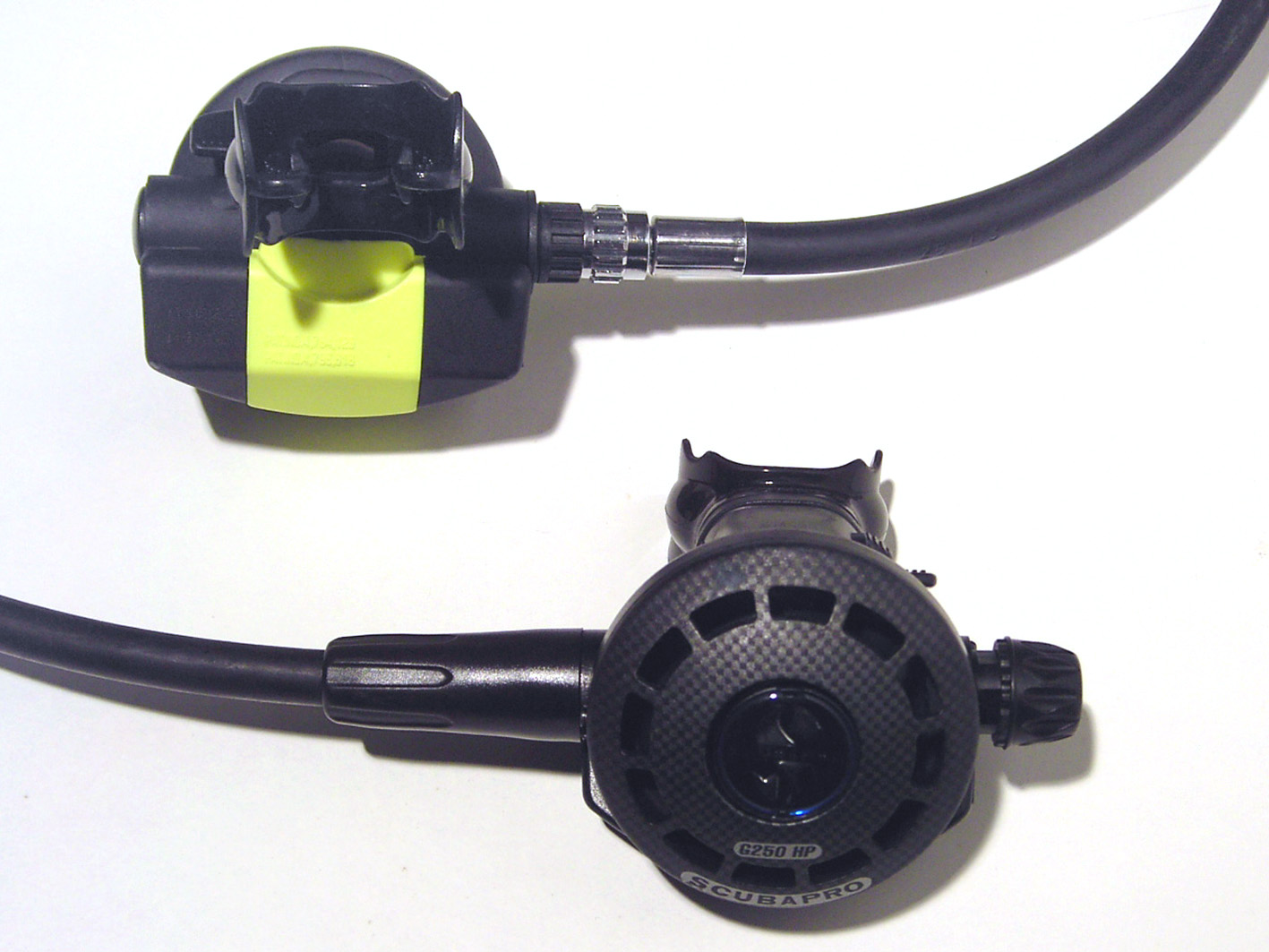
Een primaire ademautomaat met octopus.

Buddy breathing is een duikhandeling ter redding van een collegaduiker die zonder lucht zit.

## Toepassing
Buddy breathing wordt toegepast wanneer een andere duiker zonder lucht zit. Dit kan gebeuren wanneer de duiker te lang onder water is gebleven of de ademapparatuur defect is. De oorzaak is meestal een menselijke inschattingsfout, maar er zijn ook externe oorzaken waardoor een duiker zonder lucht kan komen te zitten. De meest voorkomende zijn dat de duiker nog decompressiestops moet uitzitten of terecht is gekomen in een besloten omgeving zoals een grot of scheepswrak. In het laatste geval is er door obstakels als scheepswanden of rotswanden geen rechtstreekse weg naar de oppervlakte en moet de duiker met behulp van de perslucht van de collega rustig naar de uitgang zwemmen.

## Uitvoering
Bij het buddy breathen wordt er één ademautomaat gedeeld door beide duikers. Omdat een duiker er pas op het moment dat hij ademhaalt achter komt dat hij zonder lucht zit, is snel handelen een vereiste. De duikers moeten zorgen dat ze zo snel mogelijk bij elkaar zijn, zodat de een de ander kan voorzien van lucht. Om de beurt wordt er door beide duikers een teug lucht genomen. De duiker met lucht blijft de automaat vasthouden en zorgt ervoor dat de automaat in de mond van hem- of haarzelf en de ander wordt gestopt. De duiker zonder lucht houdt de hand van de ander vast, zodat ze dicht bij elkaar blijven. Als beide duikers op adem zijn wordt de opstijging ingezet.

## Tegenwoordig
Tegenwoordig wordt buddy breathing door veel duikorganisaties afgeraden, aangezien er andere, meer betrouwbare technieken en apparatuur bestaan. Buddy breathing vereist veel training en regelmatige herhaling door beide duikers om succesvol in een crisissituatie gebruikt te kunnen worden. Paniek en een hoge task load (bezigheden die afleiden van normaliter routinematige veiligheidshandelingen) zijn de twee grootste oorzaken van het mislukken van deze techniek, vooral als er sprake is van slecht getrainde duiker(s). De techniek wordt bekritiseerd omdat ook de tweede duiker erdoor in gevaar komt, en bijna niet meer gebruikt. In plaats hiervan hebben veel duikers een alternatieve luchtvoorziening bij zich, waardoor zij beiden op eigen tempo kunnen blijven ademen zonder een automaat te hoeven delen.